# Borolia
Borolia is een geslacht van vlinders uit de familie van de uilen (Noctuidae). De wetenschappelijke naam van dit geslacht is voor het eerst geldig gepubliceerd in 1881 door Frederic Moore. Moore beschreef in zijn artikel ook de nieuwe soort Borolia fasciata, afkomstig uit Darjeeling en Sikkim.
Moore gaf als typesoort Borolia furcifera op, maar dat moet een fout zijn geweest; die naam was op het moment van de publicatie nog nooit gebruikt (het was een nomen nudum). Moore beschreef B. furcifera pas nadien als nieuwe soort. B. fasciata wordt daarom als typesoort genomen.
George Francis Hampson bracht de soort B. fasciata in 1894 onder bij het geslacht Leucania.

## Soorten
- B. acrapex Hampson, 1905
- B. acutangulata Gaede, 1916
- B. albipuncta Gaede, 1916
- B. albivitta Hampson, 1891
- B. amens Guenée, 1852
- B. amygdalina Harvey, 1878
- B. apparata Wallengren, 1875
- B. bilineata Hampson, 1905
- B. bisetulata Berio, 1940
- B. carminata Hampson, 1918
- B. citrinotata Hampson, 1905
- B. confluens Bethune-Baker, 1909
- B. cruegeri Butler, 1886
- B. cupreata Hampson, 1905
- B. derbyana Aurivillius, 1920
- B. extincta Guenée, 1852
- B. fasciata Moore, 1881
- B. ferrilinea Leech, 1900
- B. fissifascia Hampson, 1907
- B. flabilis Grote, 1881
- B. incana Snellen, 1880
- B. incompleta Berio, 1970
- B. interciliata Hampson, 1902
- B. internata Möschler, 1884
- B. leucogramma Hampson, 1905
- B. leucostigma Snellen, 1877
- B. lilloana Köhler, 1947
- B. lineatissima De Joannis, 1928
- B. linita Guenée, 1852
- B. melanopasta Turner, 1902
- B. melanostrotoides Strand, 1915
- B. metasarca Hampson, 1907

- B. micropis Hampson, 1905
- B. negrottoi Berio, 1940
- B. nigrisparsa Hampson, 1902
- B. operosa Saalmüller, 1891
- B. patrizzii Berio, 1935
- B. percussa Butler, 1880
- B. perspecta Hampson, 1905
- B. phaeochroa Hampson, 1905
- B. phaeopasta Hampson, 1907
- B. rhodoptera Hampson, 1905
- B. rosescens Hampson, 1910
- B. rosilineata Köhler, 1947
- B. rubrescens Hampson, 1905
- B. rufescens Gaede, 1916
- B. rufidefinita Hampson, 1918
- B. sarcostriga Hampson, 1905
- B. steniptera Hampson, 1905
- B. subacrapex Berio, 1970
- B. subrosea Matsumura, 1926
- B. tacuna Felder, 1874
- B. texana Morrison, 1874
- B. torpens Guenée, 1852
- B. uncinatus Gaede, 1905
- B. ustata Hampson, 1907